# Division 1 Féminine 2002-2003
La Division 1 Féminine 2002-2003 è stata la 29ª edizione della massima divisione del campionato francese femminile di calcio organizzato dalla federazione calcistica della Francia (Fédération Française de Football - FFF). Il campionato, iniziato il 31 agosto 2002 e concluso il 7 giugno 2003, ha visto il FCF Juvisy aggiudicarsi il suo quinto titolo di Campione di Francia di categoria. Capocannoniere del torneo è stata la francese Sandrine Brétigny (FC Lione) con 26 reti realizzate.

## Stagione

### Novità
Dalla Division 1 Féminine 2001-2002 sono stati retrocessi in Division 2 Féminine lo Schiltigheim (10º posto), il Tours (11º posto) e il Caluire (12º posto).
Dalla Division 2 Féminine sono stati promossi lo Stade Quimpérois e il Bruay-la-Buissière, ai quali si aggiunge il CNFE Clairefontaine inserito direttamente in D1 dalla federazione francese allo scopo di aumentare la competitività del torneo.

### Formato
Le 12 squadre si affrontano in un girone all'italiana con partite di andata e ritorno, per un totale di 22 giornate. Mentre in questa fase le ultime due classificate retrocedono in Division 2 Féminine, le prime quattro squadre accedono ad un minitorneo dal quale, sempre con girone all'italiana, si determina la squadra vincitrice che oltre al titolo di campione di Francia è ammessa alla UEFA Women's Cup 2003-2004 direttamente dai sedicesimi di finale.

## Squadre partecipanti
| Club                   | Città                      | Stadio                 | Stagione 2001-2002     |
| ---------------------- | -------------------------- | ---------------------- | ---------------------- |
| Bruay-la-Buissière     | Bruay-la-Buissière         | Complexe Léo Lagrange  | 1º posto in Division 2 |
| CNFE Clairefontaine    | Clairefontaine-en-Yvelines | Stadio Pierre Pibarot  | -                      |
| FCF Juvisy             | Juvisy-sur-Orge            | Stadio Georges Maquin  | 2º posto in Division 1 |
| La Roche-sur-Yon       | La Roche-sur-Yon           | Stadio Saint André     | 6º posto in Division 1 |
| FC Lione               | Lione                      | Stade de Gerland       | 3º posto in Division 1 |
| Montpellier            | Montpellier                | Stadio Joseph Blanc    | 4º posto in Division 1 |
| Paris Saint-Germain    | Parigi                     | Stadio George-Lefèvre  | 5º posto in Division 1 |
| Saint-Memmie Olympique | Saint-Memmie               | Stadio Déborah Jeannet | 9º posto in Division 1 |
| Soyaux                 | Soyaux                     | Stadio Léo Lagrange    | 6º posto in Division 1 |
| Stade Briochin         | Saint-Brieuc               | Stadio Fred Aubert     | 8º posto in Division 1 |
| Stade Quimpérois       | Quimper                    | ???                    | 2º posto in Division 2 |
| Tolosa                 | Tolosa                     | Stadio de la Ramée     | Campione di Francia    |

## Stagione regolare

### Classifica finale
|  | Pos. | Squadra                | Pt | G  | V  | N | P  | GF | GS | DR  |
|  | ---- | ---------------------- | -- | -- | -- | - | -- | -- | -- | --- |
|  | 1.   | Tolosa                 | 78 | 22 | 18 | 2 | 2  | 48 | 10 | +38 |
|  | 2.   | FCF Juvisy             | 76 | 22 | 17 | 3 | 2  | 65 | 15 | +50 |
|  | 3.   | Montpellier            | 72 | 22 | 16 | 2 | 4  | 71 | 24 | +47 |
|  | 4.   | FC Lione               | 71 | 22 | 15 | 4 | 3  | 60 | 19 | +41 |
|  | 5.   | CNFE Clairefontaine    | 59 | 22 | 11 | 4 | 7  | 43 | 23 | +20 |
|  | 6.   | Soyaux                 | 53 | 22 | 8  | 7 | 7  | 44 | 23 | +21 |
|  | 7.   | Paris Saint-Germain    | 50 | 22 | 7  | 7 | 8  | 32 | 45 | -13 |
|  | 8.   | Stade Briochin         | 40 | 22 | 5  | 3 | 14 | 30 | 54 | -24 |
|  | 9.   | Saint-Memmie Olympique | 40 | 22 | 5  | 3 | 14 | 25 | 64 | -39 |
|  | 10.  | La Roche-sur-Yon       | 36 | 22 | 3  | 4 | 15 | 22 | 47 | -25 |
|  | 11.  | Stade Quimpérois       | 33 | 22 | 2  | 5 | 15 | 18 | 81 | -63 |
|  | 12.  | Bruay-la-Buissière     | 30 | 22 | 2  | 2 | 18 | 17 | 70 | -53 |

Legenda:
      Ammesse alla fase finale.
      Retrocesse in Division 2.
Note:
Quattro punti a vittoria, due a pareggio, uno a sconfitta.

### Tabellone
|                     | Bru  | Cla  | Juv  | RSY  | Lio  | Mon  | PSG  | SMO  | Soy  | StB  | StQ  | Tol  |
| ------------------- | ---- | ---- | ---- | ---- | ---- | ---- | ---- | ---- | ---- | ---- | ---- | ---- |
| Bruay-la-Buissière  | –––– | 0-1  | 2-9  | 0-1  | 1-2  | 0-1  | 1-1  | 1-4  | 0-4  | 2-3  | 0-0  | 0-3  |
| CNFE Clairefontaine | 4-2  | –––– | -    | -    | -    | -    | -    | -    | -    | -    | -    | -    |
| FCF Juvisy          | -    | -    | –––– | -    | -    | -    | -    | -    | -    | -    | -    | -    |
| La Roche-sur-Yon    | -    | -    | -    | –––– | -    | -    | -    | -    | -    | -    | -    | -    |
| Lione               | -    | -    | -    | -    | –––– | -    | -    | -    | -    | -    | -    | -    |
| Montpellier         | -    | -    | -    | -    | -    | –––– | -    | -    | -    | -    | -    | -    |
| Paris SG            | -    | -    | -    | -    | -    | -    | –––– | -    | -    | -    | -    | -    |
| Saint-Memmie Ol.    | -    | -    | -    | -    | -    | -    | -    | –––– | -    | -    | -    | -    |
| Soyaux              | -    | -    | -    | -    | -    | -    | -    | -    | –––– | -    | -    | -    |
| Stade briochin      | -    | -    | -    | -    | -    | -    | -    | -    | -    | –––– | -    | -    |
| Stade Quimpérois    | -    | -    | -    | -    | -    | -    | -    | -    | -    | -    | –––– | -    |
| Tolosa              | -    | -    | -    | -    | -    | -    | -    | -    | -    | -    | -    | –––– |

## Fase finale

### Classifica finale
|  | Pos. | Squadra     | Pt | G | V | N | P | GF | GS | DR |
|  | ---- | ----------- | -- | - | - | - | - | -- | -- | -- |
|  | 1.   | FCF Juvisy  | 14 | 3 | 3 | 0 | 0 | 10 | 1  | +9 |
|  | 2.   | FC Lione    | 9  | 3 | 2 | 0 | 1 | 3  | 2  | +1 |
|  | 3.   | Montpellier | 7  | 3 | 1 | 0 | 2 | 2  | 9  | -7 |
|  | 4.   | Tolosa      | 6  | 3 | 0 | 0 | 3 | 2  | 5  | -3 |

Legenda:
      Campione di Francia e ammessa alla UEFA Women's Cup 2003-2004.
Note:
Quattro punti a vittoria, due a pareggio, uno a sconfitta, ai quali si aggiungono rispettivamente 4, 3, 2 e 1 punto a 1ª, 2ª, 3ª e 4ª classificata nella prima fase.

### Tabellone
|             | Juv  | Mon  | OLi  | Tol  |
| ----------- | ---- | ---- | ---- | ---- |
| FCF Juvisy  | –––– |      |      | -    |
| Lione       | -    | –––– |      |      |
| Montpellier | -    | -    | –––– |      |
| Tolosa      |      | -    | -    | –––– |

## Statistiche

### Classifica marcatrici
Tratta dal sito footofeminin.fr
| Gol |  |  | Giocatore                | Squadra     |
| --- |  |  | ------------------------ | ----------- |
| 26  |  |  | Sandrine Brétigny        | FC Lione    |
| 25  |  |  | Hoda Lattaf              | Montpellier |
| 13  |  |  | Ingrid Boyeldieu         | Paris SG    |
| 13  |  |  | Élodie Ramos             | Montpellier |
| 13  |  |  | Sandrine Rouquet         | Tolosa      |
| 12  |  |  | Sonia Bompastor          | Montpellier |
| 12  |  |  | Stéphanie Mugneret-Béghé | FCF Juvisy  |
| 12  |  |  | Peggy Provost            | FCF Juvisy  |
| 12  |  |  | Laëtitia Tonazzi         | FCF Juvisy  |